# Plectofrondicularia
Plectofrondicularia es un género de foraminífero bentónico de la subfamilia Plectofrondiculariinae, de la familia Plectofrondiculariidae, de la superfamilia Nodosarioidea, del suborden Lagenina y del orden Lagenida. Su especie-tipo es Plectofrondicularia concava. Su rango cronoestratigráfico abarca desde el Oligoceno hasta el Plioceno.

## Discusión
Clasificaciones previas incluían Plectofrondicularia en la familia Nodosariidae.

## Clasificación
Se han descrito numerosas especies de Plectofrondicularia. Entre las especies más interesantes o más conocidas destacan:
- Plectofrondicularia californica †
- Plectofrondicularia concava †
- Plectofrondicularia proparri †

Un listado completo de las especies descritas en el género Plectofrondicularia puede verse en el siguiente anexo.
En Plectofrondicularia se ha considerado el siguiente subgénero:
- Plectofrondicularia (Proxifrons), aceptado como género Proxifrons